# Morane-Saulnier N
El Morane-Saulnier N, o Morane-Saulnier Tipo N, fue un avión de caza monoplano francés utilizado durante la Primera Guerra Mundial. Diseñado y fabricado por la compañía Morane-Saulnier, el Tipo N entró en servicio en abril de 1915 con la Aéronautique Militaire con la designación MoS.5C.1. Equipó cuatro escuadrones del Royal Flying Corps, donde fue denominado Bullet y también operó en número reducido con el 19º Escuadrón de la Flota Aérea Militar Imperial rusa.

## Descripción
El Type N era un avión aerodinámicamente limpio, sin embargo, no era fácil de pilotar debido a su sistema de control lateral utilizando el sistema de torsión de las alas en vez de alerones, su sensible control de cabeceo y guiñada usando la cola y a su alta velocidad de aterrizaje.
El Tipo N estaba armado con una única ametralladora Hotchkiss M1914 cal. 8 mm no sincronizada, con un "sistema" de disparo frontal ideado por el ingeniero Raymond Saulnier y perfeccionado por el famoso piloto Roland Garros y su mecánico personal Jules Hue. Puesto en práctica por primera vez en el Morane-Saulnier Tipo L, era un primitivo sistema para poder disparar la ametralladora a través del barrido de la hélice del avión, aunque no implicaba sincronismo alguno; simplemente las palas de la hélice estaban blindadas con unas fundas deflectoras de acero dejando el resto, al azar.... Los tipos I y V posteriores usaron la más capaz ametralladora Vickers.

## Especificaciones
Referencia datos: War Planes of the First World War, Volume Five

### Características generales
- Tripulación: 1
- Longitud: 5,83 m
- Envergadura: 8,15 m
- Altura: 2,25 m
- Superficie alar: 11 m²
- Peso vacío: 288 kg
- Peso máximo al despegue: 444 kg
- Planta motriz: 1× motor rotativo de 9 cilindros refrigerado por aire Le Rhône 9C.
  - Potencia: 60 kW (83 HP; 82 CV)
- Hélices: bipala de madera

### Rendimiento
- Velocidad nunca excedida (Vne): 145 km/h
- Alcance: 1 hora y 30 min
- Techo de vuelo: 4000 m
- Régimen de ascenso: 10 min en alcanzar los 2000 m
- Carga alar: 40,36 kg/m²

### Armamento
- Ametralladoras: 1× Vickers de 7,7 mm o Hotchkiss de 7,9 mm

### Aeronaves similares
- Fokker E.I